# Laserski vibrometer
Laserski vibrometer (tudi laserski Doppler vibrometer, LDV) je optična merilna naprava za merjenje lastnosti vibracij površine. Laserski žarek naprave je usmerjen v merjeno površino, naprava pa s pomočjo odboja tega žarka določi hitrost nihanja, iz katere je mogoče izpeljati frekvenco, amplitudo in fazo. Izkorišča Dopplerjev pojav - spremembo frekvence odbitega valovanja zaradi gibanja merjene površine v ravnini valovanja.
V osnovi je naprava interferometer, ki primerja fazo dveh laserskih žarkov - referenčnega in testnega. Žarek, ki ga oddaja laser,  s pomočjo delilnika žarka razdeli v dva. Referenčni žarek usmeri neposredno v detektor svetlobe znotraj naprave, testnega pa v merjeno površino. Žarek, ki se od površine odbije, s pomočjo drugega delilnika žarka usmeri v isti detektor svetlobe. Jakost svetlobe, ki jo ta zazna, je odvisna od ujemanja faz referenčnega in odbitega žarka. Na koncu detektor pretvori jakost svetlobe v napetost v obliki standardnega frekvenčno moduliranega signala. Večina komercialno dostopnih laserskih vibrometrov uporablja helij-neonov (He-Ne) laser in deluje v heterodinem načinu - testni žarek še dodatno zanihajo s pomočjo kristala v Braggovi celici s frekvenco med 30 in 40 MHz, kar predstavlja nosilno frekvenco signala.

## Uporaba
Laserski vibrometri se večinoma uporabljajo v znanosti in tehniki. Zgled je preskušanje centriranosti gibljivih delov strojev v avtomobilski, letalski in drugih panogah industrije ter meritve akustičnih lastnosti zvočnikov in glasbil. V otorinolaringologiji je uporaben za diagnostiko bobniča, v bioakustiki pa za preučevanje komunikacije živali, ki se sporazumevajo z vibracijami podlage.
Največja prednost laserskega vibrometra pred klasičnimi akcelerometri je, da za meritev ne potrebuje fizičnega stika z merjeno površino. Tako se izognemo napaki zaradi obremenitve merjenega sistema, uporaben pa je tudi pri merjenju vibracij na težko dosegljivih mestih (npr. notranjost strojev). Slaba stran je predvsem cena, saj gre za specializirane optične naprave, pri izdelavi katerih je potrebna velika natančnost.